# Albrecht starší ze Šternberka
Albrecht starší ze Šternberka († 1299?) byl šlechtic, zakladatel moravské větve rodu Šternberků. 
Jeho otcem byl Zdeslav ze Šternberka. První písemná zmínka o Albrechtovi pochází z roku 1269, kdy se svými bratry vedl spor proti premonstrátům na Hradisku u Olomouce. Zde je i první písemná zmínka o hradu Šternberku. V listinách z let 1281 a 1283 se již Albrecht uvádí v záležitostech kolem moravského Šternberka sám, což znamená, že majetky po otci v Čechách i na Moravě si bratři rozdělili a Albrechtovi připadlo šternberské panství. 
Albrecht v době bezvládí po bitvě na Moravském poli podnikal útoky proti okolním statkům olomouckého biskupství. Dokonce ho za to olomoucký biskup Bruno ze Schauenburku exkomunikoval z církve. V roce 1280 Albrecht onemocněl a těžká nemoc ho přivedla k odčinění škod. V listině sepsané na hradě Šternberku 9. ledna 1281 dal biskupovi a opatovi do zástavy na tři roky některé své statky a jako ručitele ustanovil svého syna Zdeslava. V letech 1286 a 1287 se Albrecht připomíná jako olomoucký purkrabí. Poté se již v listinách neuvádí, pravděpodobně zakrátko zemřel. 

## Potomstvo
- Albrecht mladší ze Šternberka
  - Diviš ze Šternberka
- Zdeslav starší ze Šternberka
  - Zdeslav mladší - nejstarší syn, který se uvádí pouze roku 1322
  - Anežka - jeptiška v klášteře sv. Kláry v Olomouci (1332)
  - Eliška -  jeptiška v klášteře sv. Kláry v Olomouci (1332)
  - Štěpán ze Šternberka - zakladatel šternberské větve
  - Jaroslav ze Šternberka a Hoštejna - zakladatel hoštejnské a zábřežské větve
  - Albrecht ze Šternberka na Úsově a Bzenci - zakladatel světlovské a zlínské větve
  - Matouš ze Šternberka - zakladatel lukovské a holešovské větve